# Филарет Милостивый

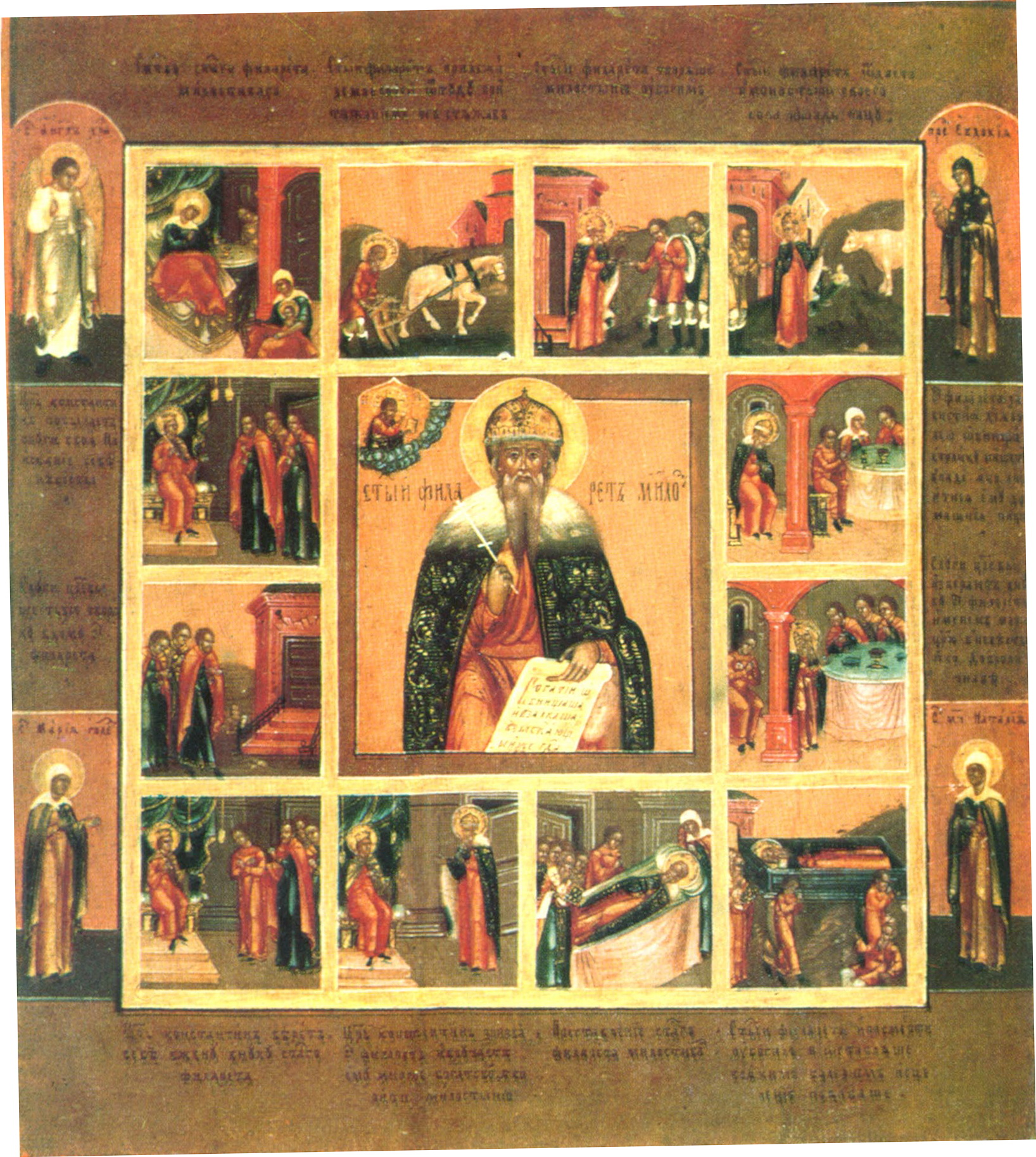
Святой Филарет Милостивый с житием. Икона

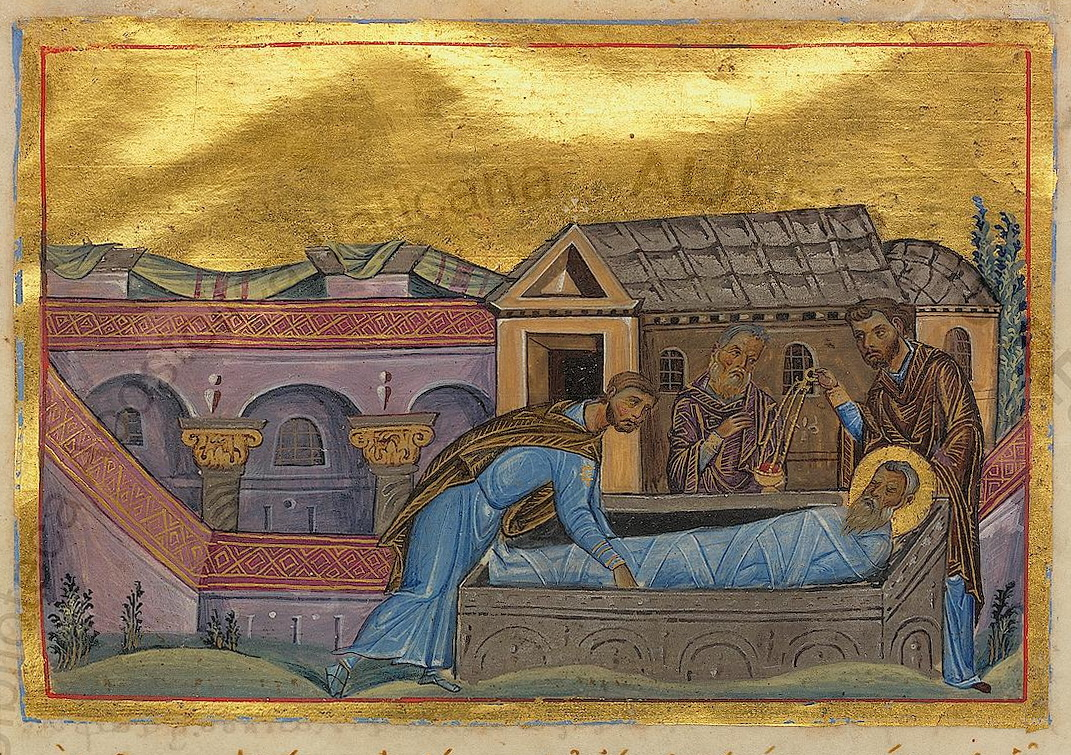
Миниатюра Минология Василия II. 985 год. Ватиканская библиотека

Филаре́т Ми́лостивый (ок. 702—792) — православный святой, память 1 (14) декабря, византийский землевладелец из малоазийской провинции Пафлагонии.
Согласно житию, Филарет, сын Георгия и Анны, воспитанный в благочестии, жил в VIII веке в селении Амнии Пафлагонской области (Малая Азия). Жена его, Феозва, была из богатой и знатной семьи, у них были дети: сын Иоат и дочери Ипатия и Еванфия.
Отличался необыкновенной добротой и отзывчивостью к нуждам окружающих. Его дом был разграблен во время одной из арабо-византийских войн. Несмотря на это, остатки своего богатства, свой скот и свои запасы он раздал беднейшим соседям, пострадавшим больше него. Этим он вызвал возмущение жены и детей, но неизменно отвечал, что дающему воздастся сторицею. В итоге друзья Филарета сами начали выручать старика: его друг — сборщик налогов прислал ему сорок мешков зерна, а жители соседних деревень дали ему баранов.
Филарет так прославился, что императрица Ирина на смотре невест для своего сына Константина VI выбрала незнатную Марию, его внучку.
В 1886 году Анна Черткова сделала и опубликовала переложение Жития Филарета Милостивого, которое высоко оценил Лев Толстой.

## Почитание
Во имя Филарета Милостивого освящены одна церковь в Израиле (на Масличной горе в Иерусалиме) и несколько церквей и приделов в России, в том числе:
в Московской области
- Семёновское — церковь Филарета Милостивого в старом трапезном корпусе Спасо-Бородинского монастыря;
- Сергиев Посад, Троице-Сергиева лавра — церковь Сошествия Святого Духа (с приделом Филарета Милостивого);
- Сергиев Посад, Троице-Сергиева лавра — церковь Филарета Милостивого в Митрополичьих покоях;
- Сергиев Посад, Гефсиманский скит — церковь Сергия и Никона Радонежских (с приделом Филарета Милостивого);
- Серпуховский район, Введенский Владычный монастырь — собор Введения во храм Пресвятой Богородицы (с приделом Филарета Милостивого);
- Ступинский район, Васильевское — церковь Воскресения Словущего (с приделом Филарета Милостивого);

в Ульяновской области
- Ульяновск, церковь Филарета Милостивого;

в Москве
- церковь Филарета Милостивого при Филаретовском женском епархиальном училище;
- церковь Филарета Милостивого при Ермаковской богадельне;
- Богородице-Рождественский монастырь — церковь Иоанна Златоуста (с приделом Филарета Милостивого);

в Санкт-Петербурге
- собор Феодоровской иконы Божией Матери и Александра Невского в память 300-летия царствования (с приделом Филарета Милостивого).